# 超爽大廳
超爽大廳（日语：スーパードライホール）是位於日本東京都墨田區吾妻橋一丁目River Pia吾妻橋的一座建築，毗鄰朝日啤酒總部（朝日啤酒塔）。這座建築竣工於1989年，修建在朝日啤酒吾妻橋工廠的舊址上。建築本身和建築上的雕塑是由法國設計師菲利普·斯塔克設計，是朝日啤酒創建100週年紀念事業的一部分。大廳的一層至三層是餐廳，四至五層則曾設有美術展廳「朝日藝術廣場」（アサヒ・アートスクエア），但已在2016年3月底關閉。

## 餐廳
超爽大廳的一層和二層是餐廳「金色火焰」，和屋頂上的雕塑同名。這座餐廳是一座啤酒主題餐廳，提供包括朝日啤酒招牌產品朝日超爽啤酒在內的多種啤酒，可容納240人就餐。

## 藝術展廳
朝日藝術廣場位於超爽大廳的四層至五層，是朝日啤酒集團贊助的文化藝術活動的展示據點，為青年藝術家提供了美術、音樂、舞台藝術等藝術活動的展示空間，並舉辦各種活動。2012年，朝日藝術廣場和時尚品牌「Form on Words」共同舉辦企劃活動。2007年，朝日藝術廣場和NPO法人團體Art NPO Link簽訂了合作協議。但在2016年，由於建築老化，朝日啤酒決定關閉朝日藝術廣場。

## 屋頂上的雕塑
超爽大廳屋頂上設有一座巨大的雕塑。這座雕塑名為「金色火焰」（フラムドール），取自於法語一詞，象徵朝日啤酒燃燒的心。和雕塑象徵火焰相對，其下方的Super Dry大廳則象徵聖火台。
在推特上曾有流言稱該雕塑最初的方案是豎立且顏色是紅色，但實際上最初的方案就是現在金色橫躺設計。此外亦有雕塑最初的設置左右朝向和現在相反的流言，但由於朝日啤酒並無當時的記錄，因此無法驗證真偽。建設當時的朝日啤酒社長樋口廣太郎曾在日本經濟新聞上表示，最初的構想是設計成火焰貫穿大樓的外觀，但將設計完全交給菲利普·斯塔克之後「居然失敗了。本來是想讓火焰豎立，結果橫躺了。但是也沒有辦法」「因建築構造上的問題而無法豎立」。
超爽大廳也因屋頂上的這座雕塑而有「大便大樓」的暱稱:12。此外，亦有認為雕塑的外形類似「蝌蚪」、「辣椒醬」、「鯨魚」、「怪物」、「筋斗雲」、「黃金的精子」等觀點。
雕塑在完成之初有專業攀岩人員進行定期清掃，但在2005年塗上具有自淨功能的油漆之後，雕塑未有再進行人工掃除。2017年，金色火焰雕塑第二次重塗油漆。在重塗油漆之際，金色火焰雕塑一度被鷹架覆蓋，因此無法看到外觀。2017年12月，油漆塗裝工程完成。

## 外部連結
- 朝日啤酒公司概要 （页面存档备份，存于）